# Richard Kaiser (Politiker)
Richard Kaiser (* 3. April 1935 in Matzen; † 28. Juni 2019 in St. Pölten) war ein österreichischer Politiker (ÖVP) und Angestellter bei der Landwirtschaftskammer. Kaiser war Abgeordneter zum Nationalrat und Mitglied des Bundesrates.

## Ausbildung und Beruf
Kaiser besuchte zwischen 1941 und 1945 die Volksschule und danach bis 1946 die Hauptschule. Er wechselte 1946 an das Realgymnasium der Schulbrüder in Wien-Strebersdorf, das er 1954 mit der Matura abschloss. Im Anschluss begann er 1954 ein Studium der Fachrichtung für Landwirtschaft an der Hochschule für Bodenkultur, das er 1958 mit dem akademischen Grad Dipl.-Ing. abschloss. Kaiser war Mitglied der KaV Norica Wien und der KÖHV Sängerschaft Waltharia Wien im ÖCV.
Nach dem Ende seines Studiums trat Kaiser 1959 in den Dienst der Niederösterreichischen Landes-Landwirtschaftskammer ein und arbeitete zwischen 1960 und 1962 als Sekretär der Bezirksbauernkammer St. Pölten. Danach übernahm er von 1962 bis 1967 die Funktion des Viehverkehrsreferenten und arbeitete zwischen 1967 und 1973 als Marktreferent. 1974 stieg er zum Leiter der Marktabteilung der Niederösterreichischen Landes-Landwirtschaftskammer auf und arbeitete bis 1986 in dieser Funktion. Zudem war er zwischen 1976 und 1993 Vorsitzender der Vieh- und Fleischkommission beim Bundesministerium für Land- und Forstwirtschaft und von 1993 bis 1997 Mitglied des Verwaltungsrates der Agrarmarkt Austria (AMA). Zudem war er von 1995 bis 1997 Vorsitzender des Fachbeirates für Vieh und Fleisch der AMA. Nebenberuflich betrieb Kaiser einen landwirtschaftlichen Betrieb in Matzen, den er 1983 von seinen Eltern übernommen hatte. Kaiser wurde 1992 der Berufstitel Ökonomierat verliehen. Er wurde im Familiengrab in Matzen bestattet.

## Politik
Kaiser war ab 1980 Gemeinderat in Matzen-Raggendorf und übte ab 1995 das Amt des Vizebürgermeisters aus. Er engagierte sich stark in der Bauernvertretung, war ab 1979 Ortsbauernobmann der Marktgemeinde Matzen, ab 1985 Bezirksbauernratsobmann von Gänserndorf, ab 1976 Mitglied des Landesbauernrates und ab 1980 Mitglied des Landesvorstandes des Niederösterreichischen Bauernbundes. Innerhalb der ÖVP übte er ab 1980 das Amt des Teilbezirksparteiobmann der ÖVP Gänserndorf aus, war ab 1980 Mitglied der Bezirksparteileitung und der Hauptbezirksparteileitung und ab 1987 Hauptbezirksparteiobmann-Stellvertreter. Am Ende seiner politischen Karriere übernahm Kaiser 1998 zudem die Funktion des Teilbezirksparteiobmanns des Seniorenbundes Gänserndorf.
Kaiser vertrat die ÖVP zunächst vom 10. Februar 1986 bis zum 11. November 1990 im Nationalrat. Er gehörte diesem Gremium zudem vom 19. Dezember 1990 bis zum 6. November 1994 sowie vom 15. März 1995 bis zum 14. Jänner 1996 an, wobei er zuletzt für Michael Spindelegger nachrücken konnte. Danach wechselte Kaiser in den Bundesrat, in dem er vom 25. Jänner 1996 bis zum 19. März 1996 die ÖVP und das Land Niederösterreich vertrat. Im Anschluss war Kaiser vom 20. März 1996 bis zum 29. Oktober 1996 erneut Abgeordneter zum Nationalrat.

## Auszeichnungen
- 1997: Großes Silbernes Ehrenzeichen für Verdienste um die Republik Österreich[3]